# Emil August af Slesvig-Holsten-Sønderborg-Augustenborg
Emil August, prins af Slesvig-Holsten-Sønderborg-Augustenborg (3. august 1722 – 6. december 1786) var en dansk officer.
Han var yngre søn af hertug Christian August og Frederikke Louise født komtesse Danneskiold-Samsøe og født 3. august 1722. Efter først at have været hollandsk tjeneste blev han dansk officer, 1747 oberst for det Sjællandske Regiment Fodfolk, 1750 generalmajor, 1755 generalløjtnant, 1763 general og Ridder af Elefanten. Han blev afskediget 1784 uden at have haft lejlighed til at deltage i andre felttog end det ublodige i Mecklenburg 1762. Han døde ugift 6. december 1786.